# 豊鉄バス渥美営業所
豊鉄バス渥美営業所（あつみえいぎょうしょ）は、愛知県田原市渥美町仲屋敷にある豊鉄バスの営業所。主に田原市内の路線を担当する。
最寄り停留所名は伊良湖本線他の保美である。かつては南自動車営業所福江営業区だった。

## 現行路線

### 伊良湖本線

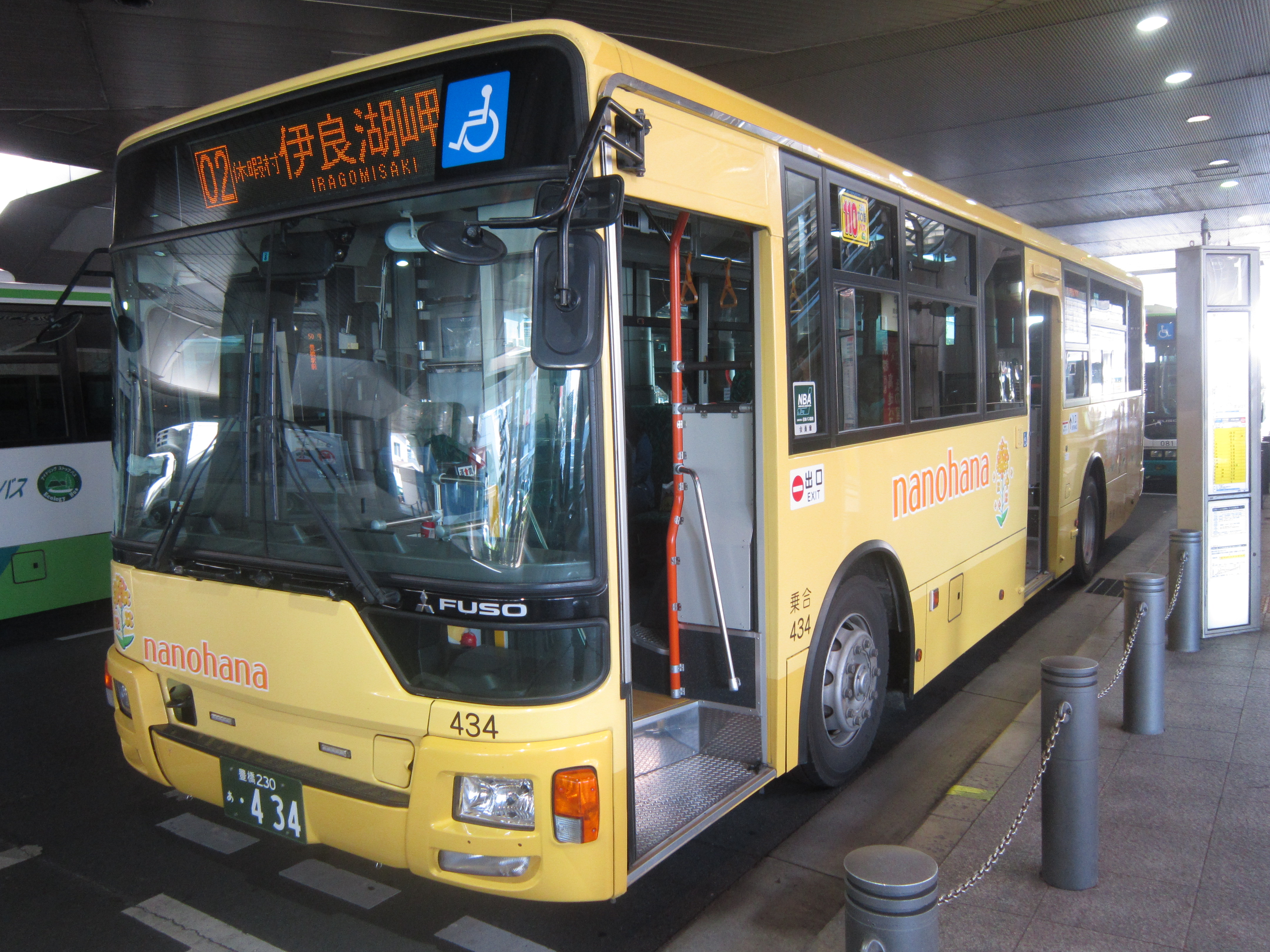
豊橋駅前で発車を待つ伊良湖本線

田原駅前（三河田原駅） - 伊良湖岬間の系統は渥美線列車と連絡し、豊橋（新豊橋駅）方面を結ぶ。
- ◼︎13 : 豊橋駅前 - 小浜 - 豊橋ハートセンター - 渥美病院 - 田原駅前 - 江比間 - 保美
- ◼︎14 : 渥美病院 - 田原駅前 - 江比間 - 保美
- ◼︎15 : 渥美病院 - 田原駅前 - 江比間 - 保美 - 明神前 - 伊良湖岬
- ◼︎16 : 渥美病院 - 田原駅前 - 江比間 - 保美 - 休暇村 - 明神前 - 伊良湖岬
- ◼︎17 : 田原駅前←江比間←保美←明神前←伊良湖岬 (登校日のみ運転)
- ◼︎18 : 田原駅前 - 江比間 - 保美
- ◼︎19 : 保美 - 休暇村 - 明神前 - 伊良湖岬
- 馬草口→田原萱町→田原中学校 (登校日のみ運転。田原駅前は経由しない。)

概要
- 1965年 : 日出線を統合して伊良湖岬まで直通。福江での乗り継ぎが不要になる。[1]
- 1967年 : 渥美半島本線から伊良湖本線に改称する。[1]
- 1988年頃：専用の車両を用い、豊橋駅前 - 田原萱町間 (ホリデイタワー (現 藤沢町) 経由) と保美 - 伊良湖休暇村間で急行運転を行う「伊良湖ライナー」運行開始。
- 1992年：豊橋駅前発着の以下の系統に系統番号を設定。[2]
  - ◼︎01 : 豊橋駅前 - 明神前 - 伊良湖岬
  - ◼︎02 : 豊橋駅前 - 休暇村 - 伊良湖岬
  - ◼︎03 : 豊橋駅前 -  明神前 - 伊良湖岬 - フラワーパーク
  - ◼︎04 : 豊橋駅前 - 休暇村 - 伊良湖岬 - フラワーパーク
  - ◼︎05 : 豊橋駅前 - 保美
  - ◼︎07 : (伊良湖ライナー) 豊橋駅前 - 休暇村 - 伊良湖岬 - フラワーパーク
  - ◼︎08 : (伊良湖ライナー) 豊橋駅前 - 休暇村 - 伊良湖岬
  - ◼︎09 : (伊良湖ライナー) 豊橋駅前 - フラワーパーク - 伊良湖岬 - 休暇村
- 1998年1月16日 : 伊良湖ライナー (07 - 09系統) 休止[3]
- 2000年5月13日 : 03・04系統を廃止、代わりに◼︎06系統(豊橋駅前 - 保美 - フラワーパーク - 伊良湖岬) を新設[3]。
シーサイド伊良湖経由系統（田原駅前発、2・4土曜と休日運行）を廃止[4]。特急フラワー号運行休止[5]。
- 2000年10月1日 : 渥美病院へ乗り入れ開始。[3]
- 2005年4月1日 : 伊良湖フラワーパーク閉園に伴い06系統を廃止。[3]。
- 2006年10月1日 : 01、05系統廃止。02系統が明神前も経由するように変更。さらに豊橋駅前 - 武蔵精密前間を高師駅前経由から小浜大崎線 ホテル日航豊橋 (現 藤沢町) 経由に、神戸 - 田原駅前間を渥美病院経由に変更。[3]
- 2015年4月1日 : 福江高校通学者の利便を高めるため、平日朝の保美行き1本を渥美支所経由に変更。[6]
- 2016年4月6日：学校統合による田原中学校通学者の利便を高めるため、朝の一部の便を仁崎発田原中学校行きとする。[7]
- 2019年10月1日?：田原市ぐるりんバスサンテパルク線の新設に合わせて、仁崎発田原中学校行きを馬草口発に変更する。
- 2020年頃：豊橋駅前へ行かない系統にも系統番号を設定[8]。
  - ◼︎01 : 渥美病院・田原駅前 - 保美 - 明神前 - 伊良湖岬
  - ◼︎03 : 渥美病院・田原駅前 - 保美
- 2020年10月1日：豊橋駅前発着の系統が保美折り返しとなり、保美 - 休暇村 - 伊良湖岬の系統を新設。各系統の番号も変更する[9]。

### 伊良湖支線
- ◼︎20 : 渥美病院 - 田原駅前 - 赤羽根 - 堀切 - 保美 (登校日は保美行き1本のみ渥美支所まで延長運行)

概要
- 1967年 : 渥美半島支線から伊良湖支線に改称する。[1]
- 2000年10月1日 : 渥美病院への乗り入れ開始。[3]
- 2006年10月1日 : 堀切海岸 - 浜辺 (旧 フラワーパーク) 間を休止。[3]
- 2015年4月1日 : 福江高校通学者のため、平日朝の保美行き1本を渥美支所まで延長。[6]
- 2020年頃：系統番号「◼︎18」を設定[8]。
- 2020年10月1日：系統番号を20に変更。

## 廃止路線

### 伊良湖しおさいロード号
- 休暇村 - 伊良湖ガーデンホテル - 伊良湖岬 - 伊良湖ビューホテル - フラワーパーク - 和地 - 花の村

概要
- 1989年 : フラワーシャトルとして運行を開始。[1]
- 2001年4月1日 : 伊良湖しおさいロード号に改称。[1]
- 2004年4月1日 : 伊良湖ビューホテル、花の村への乗り入れを中止。
- 2005年4月1日 : 廃止。[1]

### 中山線
- 福江 - 保美 - 中山 - 小中山

概要
- 1988年 : 運行休止[1]